# Червень 2002
Червень 2002 — шостий місяць 2002 року, що розпочався у суботу 1 червня та закінчився у неділю 30 червня.

## Події
- 5 червня — Швеція приймає закон, який дозволяє гомосексуальним подружнім парам усиновлювати дітей.
- 8 червня — збірна Хорватії з футболу на Чемпіонаті світу 2002 перемагаю збірну Італії з рахунком 2-1.